# اریتز بوردا
اریتز بوردا (انگلیسی: Aritz Borda؛ زادهٔ ۳ ژانویهٔ ۱۹۸۵) بازیکن فوتبال اهل اسپانیا است.
از باشگاه‌هایی که در آن بازی کرده‌است می‌توان به باشگاه فوتبال دپورتیوو آلاوس، باشگاه فوتبال میراندس، باشگاه فوتبال رکریتیوو اوئلوا، باشگاه فوتبال موانگتونگ یونایتد، باشگاه فوتبال وسترن سیدنی واندررز، باشگاه فوتبال راپید بخارست، باشگاه فوتبال آپوئل، و باشگاه فوتبال اتلتیک بیلبائو بی اشاره کرد.